# Olecko
Olecko es una ciudad de Polonia, situada en el noroeste del país, dentro de la región de Varmia y Masuria. Se encuentra junto a la desembocadura del río Lega en el Gran Lago Olecko.
Hasta la división de las fronteras de 1945 tras la Segunda Guerra Mundial, la ciudad se encontraba dentro de la región alemana de Prusia Oriental, y tenía el nombre de Treuburg.
- Datos: Q950436
- Multimedia: Olecko / Q950436

1. ↑  Worldpostalcodes.org,código postal n.º 19-400.